# Simon Marius
Simon Marius (Gunzenhausen, 10 de janeiro de 1573 – Ansbach, 5 de janeiro de 1625) foi um astrônomo alemão.

## Biografia
Em 1614 Marius publicou a obra Mundus Iovalis, descrevendo o planeta Jupiter e suas luas. Na obra, afirmou ter descoberto as quatro maiores luas de Júpiter dias antes de Galileu. Tal afirmação deu início a uma disputa com Galileu. Considera-se possível que Marius tenha descoberto as luas de Júpiter independentemente, mas pelo menos alguns dias depois que Galileu; se tal afirmação for verdadeira, Marius seria a única pessoa que observou as luas no período anterior à publicação das observações de Galileu. Independente desta questão, os nomes mitológicos pelos quais estas luas são conhecidas atualmente (Io, Europa, Ganímedes e Calisto) são aqueles dados por Marius.
Simon Marius também afirmava ser o descobridor da Nebulosa de Andrômeda, que na realidade já era conhecida desde a Idade Média por astrônomos árabes.

## Trabalhos
- Mundus Iovialis anno MDCIX Detectus Ope Perspicilli Belgici ( Die Welt des Jupiter, 1609 mit dem flämischen Teleskop entdeckt ; Lateinisches Faksimile und deutsche Übersetzung; Hrsg. Und bearb. Von Joachim Schlinör. Naturwiss. Von Joachim Schlinör. , 1614
- Zinner, E., "Zur Ehrenrettung des Simon Marius", em: Vierteljahresschrift der Astronomischen Gesellschaft , 77. Jahrgang, 1. Heft, Leipzig 1942
- Bosscha, J., "Simon Marius. Réhabilitation d´un astronome calomnié", em: Archives Nederlandaises des Sciences Exactes et Naturelles , Ser. II, T. XII, pp. 258–307, 490–528, La Haye, 1907